# Dubbele-transpositiecijfer
Het dubbele-transpositiecijfer is een van de klassieke handcijfers, ook wel veldcijfer genoemd vanwege het militaire gebruik.
Het dubbele-transpositiecijfer was een van de veiligste handcijfers dat tijdens de Tweede Wereldoorlog door alle partijen gebruikt werd. De zwakke schakel in dit cijfer is wanneer veel berichten met dezelfde sleutelwoorden worden vercijferd, deze door een techniek bekend als multiple-anagramming gebroken kunnen worden. Indien men echter regelmatig van sleutelwoorden wisselt is deze methode zeer veilig.
Het dubbele-transpositiecijfer bestaat uit twee verschillende kolom-transposities. Men kan hierbij hetzelfde sleutelwoord voor beide stappen gebruiken, of twee verschillende sleutelwoorden kiezen. Men kiest bij voorkeur twee sleutelwoorden van verschillende lengte, het ene met even en het andere met oneven lengte. In ons voorbeeld is het eerste sleutelwoord LEONARDO. De letters van dit woord worden volgens alfabet genummerd, van links naar rechts. Onder dit woord schrijven we de klare tekst van links naar rechts en boven naar onder.
```
L E O N A R D O

4 3 6 5 
1
 8 2 7
---------------
D I T I 
S
 E E N
Z E E R 
G
 E H E
I M B E 
R
 I C H
T
```

Vervolgens lezen we de tekst af per kolom, beginnende met het kleinste nummer. Kolom 1 is dus SGR, kolom 4 is DZIT. De nieuwe tekst schrijven we onder het tweede sleutelwoord DAVINCI eveneens van links naar rechts en van boven naar onder.
```
D A V I N C I

3 
1
 7 4 6 2 5
-------------
S 
G
 R E H C I
E 
M
 D Z I T I
R 
E
 T E B N E
H 
E
 E I
```

Ten slotte lezen we de tekst nogmaals af per kolom en volgens nummer. Daarna verdelen we in groepen van vijf.
```
Cijfertekst: GMEEC TNSER HEZEI IIEHI BRDTE
```

Om de cijfertekst te ontsleutelen moeten we eerst een tabel maken met het tweede sleutelwoord en het juiste aantal kolommen. Uit het aantal letters in de cijfertekst kunnen we dan het aantal lange en korte kolommen afleiden. We vullen de tabel met de cijfertekst, kolom per kolom, in volgorde van het sleutelwoord. Dan lezen we de tekst af van links naar rechts en boven naar onder, en plaatsen die dan in een tweede tabel, met het eerste sleutelwoord. Ook hier vullen we de tabel kolom per kolom, in volgorde van het sleutelwoord. Ten slotte lezen we een laatste keer de tekst af van links naar rechts en boven naar onder om zo aan de klare tekst te komen.
Aangezien berichten meestal veel langer zijn dan deze voorbeelden, worden voor de sleutelwoorden van kolom-transpositie dikwijls woorden of zinnen gebruikt met een lengte van 20 of meer letters.
ADFGX · Autoclave · Atbash · Baconalfabet · Bifid · Caesarcijfer · Dubbele transpositie · One-time pad · Paardensprongcijfer · Playfair · Polybiusvierkant · Rozenkruisersgeheimschrift · Scytale · Straddling checkerboard · Substitutie · Transpositie · Trifid · Vigenère